# Latenivenatrix
Latenivenatrix (що означає «мисливиця, що ховається») — рід великих троодонтидів, відомий з одного виду, L. mcmasterae. Разом із сучасним стеноніхозавром, він відомий із скам'янілостей без зубів, які раніше відносили до зараз потенційно сумнівного роду Troodon. Хоча описується як окремий, він вважається молодшим синонімом стеноніхозавра.

## Відкриття та зразки
Типовий зразок, або голотип, Latenivenatrix (CMN 12340) був спочатку описаний у 1969 році Дейлом Аланом Расселом і віднесений ним до роду Stenonychosaurus. У 1987 році його віднесли до сумнівного нині роду Troodon. Він був зібраний у 1968 році Ірен Вандерло в пластах Dinosaur Park Formation в Альберті, Канада. Зразок зберіг деякі кістки черепа, такі як лобова, тім'яна, заочноямкова, базіокципітальна та базисфеноїдна, чотири хребці, чотири ребра, деякі шеврони, гастралії, досить повна рука та неповні ноги.
Крім того, три додаткові екземпляри з того ж місця віднесено до L. mcmasterae. До них входять UALVP 55804 (частковий таз), TMP 1982.019.0023 (частковий череп) і TMP 1992.036.575 (правий зубний ряд і кілька лівих плеснових кісток).
Вважалося, що Latenivenatrix можна відрізнити від Stenonychosaurus завдяки структурі його передніх відділів і плеснової кістки III, хоча пізніший аналіз виявив, що ці ознаки є індивідуально варіабельними, а також присутні у зразках Stenonychosaurus.
З орієнтовною довжиною черепа 45 сантиметрів і повною довжиною тіла 3–3,5 метра латенівенатрікс є найбільшим троодонтидом. Пізніший повторний аналіз стратиграфічних положень відомих зразків Latenivenatrix і Stenonychosaurus (включаючи зразки, не включені до початкового опису L. mcmasterae) також виявив стратиграфічне перекриття між двома запропонованими таксонами. Через це стратиграфічне перекриття, а також відсутність остаточних діагностичних ознак, змінну присутність ознак, спочатку описаних як аутапоморфні Latenivenatrix у зразках Stenonychosaurus, і значне перекриття фронталів обох у морфопросторі, L. mcmasterae вважався молодший синонім S. inequalis.

## Галерея

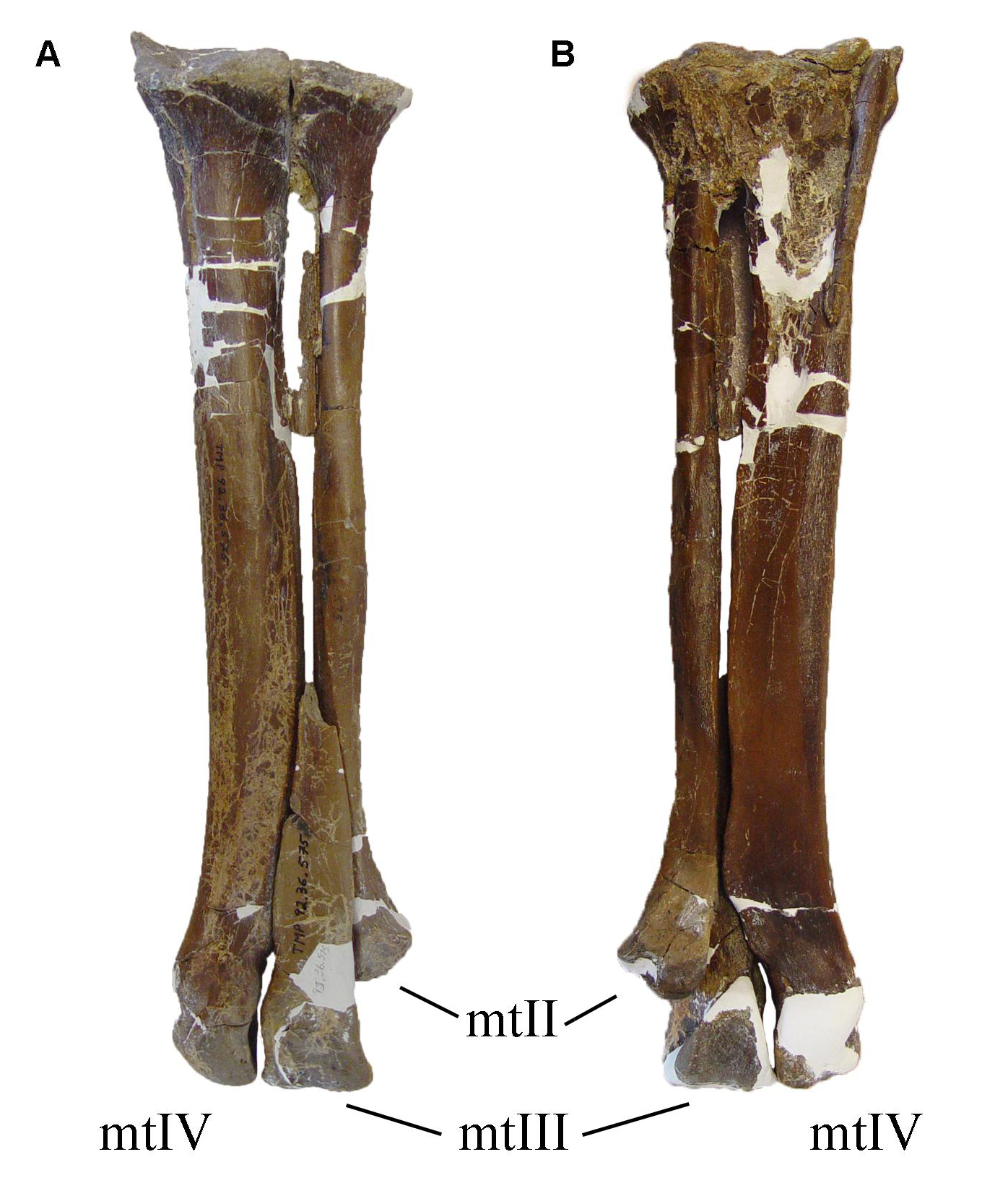
Ліва плюсна голотипу
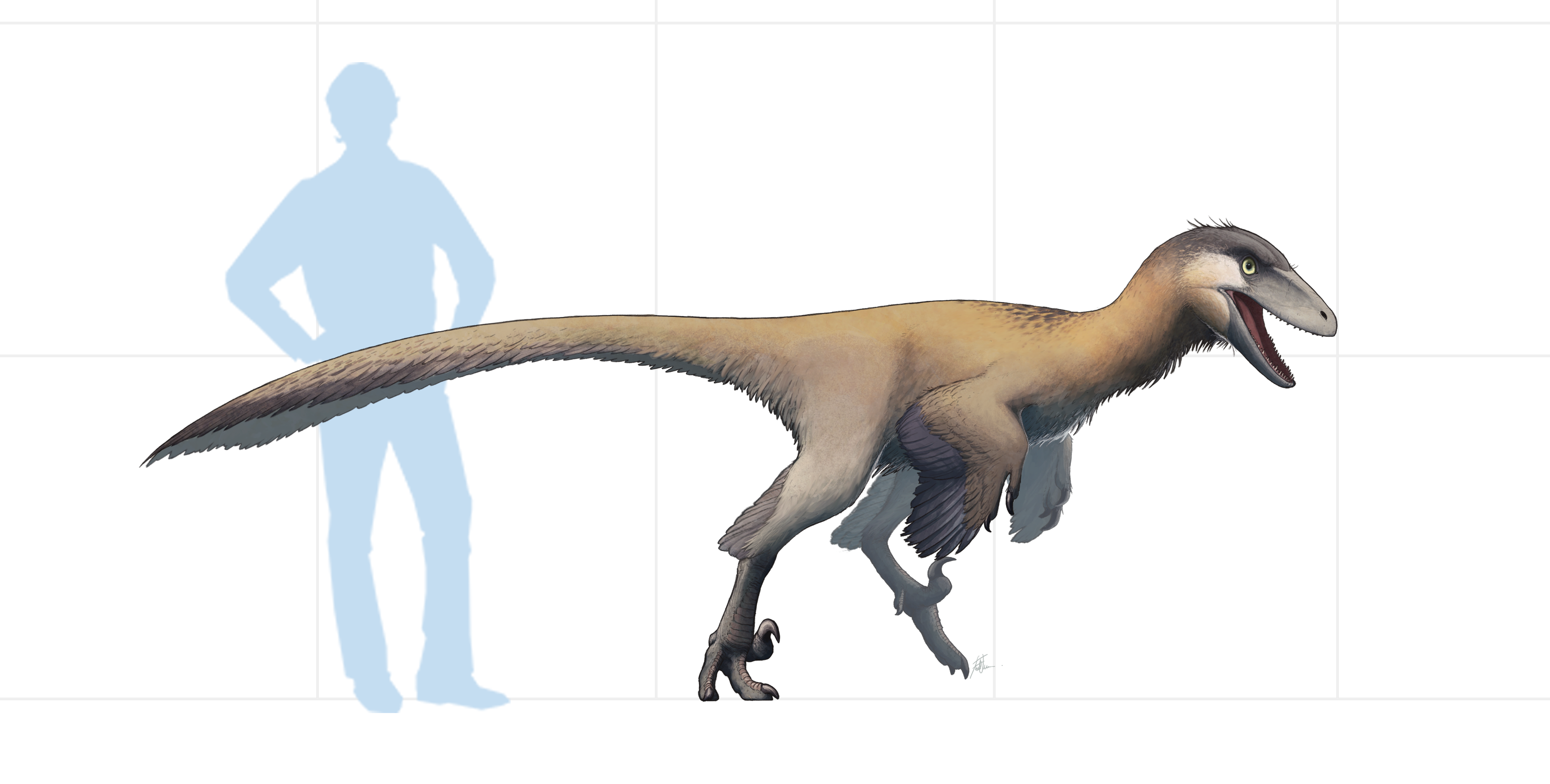
Розмір